# Филлипс, Брюэр
Брюэр Филлипс (англ. Brewer Phillips; 16 ноября 1924 года, Койла, Миссисипи, США — 30 августа 1999 года, Чикаго, Иллинойс, США) — американский блюзовый гитарист, певец, автор песен. Номинант Blues Music Awards в категории «Блюзовый альбом-возвращение» (1997). Наиболее известен, как гитарист в трио The Houserockers Хаунд Дога Тэйлора.

## Биография
Брюэр Филлипс родился на плантации близ Койлы, Миссисипи 16 ноября 1924 года (или 1925, музыкант не был уверен сам ). Сам научился играть на гитаре, уже подростком выступал в джук-джойнтах . 
В конце 1940-х переехав в Мемфис, Теннесси стал профессиональным музыкантом, и там его взяла под опеку Мемфис Минни. Филлипс сделал свои первые записи в составе группы Билла Харви, а также записался с пианистом Рузвельтом Сайксом, но запись так и не была выпущена. В 1954 году Филлипс перебрался в Чикаго. В 1957 году он познакомился с Хаунд Догом Тэйлором и они создали группу The Houserockers, в которой Филлипс оставался вплоть до смерти Хаунд Дога Тэйлора в конце 1975 года. В этом трио без бас-гитариста он частично выполнял его функции, переключаясь между «вонзающимся как ледоруб в ухо металлическим звуком соло-гитары из его потёртого Телекастера и созданием басового аккомпанемента большим пальцем с медиатором, в то время как оставшимися пальцами бренчал тяжелые джук-джойнтовые буги». Также временами Филлипс пел, подменяя уставшего Тэйлора. После смерти Тэйлора, Брюэр и барабанщик Тед Харви оставались в известной степени популярными, но если не считать гастролей в Европе, Филлипс в большей степени вернулся к выступлениям в клубах. С 1980 года Тед Харви и Брюэр Филлипс были наняты певцом и гитаристом Кабом Кодой для сотрудничества, которое продлилось около пятнадцати лет.
В 1982 году Филлипс с помощью Теда Харви и Джей Би Хатто выпустил на европейском лейбле Wolf Records свой дебютный альбом Ingleside Blues. В 1992 году The Houserockers записали ещё один альбом. Выпущенный в 1996 году альбом Homebrew принёс Филлипсу номинацию на Blues Music Awards в категории «Блюзовый альбом-возвращение» 
Брюэр Филлипс умер в Чикаго в 1999 году от естественных причин. 
«Его игра на гитаре сочетала в себе ритмическое чувство Эдди Тейлора (друга раннего детства и товарища по рыбалке) с язвительной сольной игрой Пэта Хэра».
«Гитарист из дельта-блюза с сырым, но джазовым стилем, напоминающим Вилли Джонсона или Пэта Хэра, и просто чумовым тоном».
Брюс Иглауэр, основатель чикагской компании Alligator Records сказал, что «В его звуке было так много резкости, атаки и контролируемого искажения, что он создавал своего рода рычание, которое люди годами пытались получить с помощью педалей эффектов и модных усилителей».

## Дискография
- Ingleside Blues (Wolf Records, 1982)
- Have Some Fun (Wolf Records, 1992, как The Houserockers)
- Good House-Rockin' (Wolf Records, 1982, как Brewer Phillips & Ted Harvey, переиздание Ingleside Blues)
- Homebrew (Delmark Records, 1996)
- Well Alright (Black Rose, 1999)